# تشارلز إي. كلارك
تشارلز إي. كلارك (بالإنجليزية: Charles E. Clarke)‏ هو محامي وسياسي أمريكي، ولد في 8 أبريل 1790 في ديب ريفر في الولايات المتحدة، وتوفي في 29 ديسمبر 1863 في الولايات المتحدة. حزبياً، نشط في حزب اليمين. وقد انتخب عضو مجلس النواب الأمريكي.